# Сант-Антонино (Франция)
Сант-Антонино (фр. Sant'Antonino, корс. Sant' Antoninu) — коммуна во Франции, на острове Корсика. Входит в состав кантона Кальви одноимённого округа, департамент Верхняя Корсика. Включена в список «Самых красивых деревень Франции».
Код INSEE коммуны — 2B296.

## Население
Население коммуны на 2008 год составляло 93 человека.
| 1962 | 1968 | 1975 | 1982 | 1990 | 1999 | 2008 |
| ---- | ---- | ---- | ---- | ---- | ---- | ---- |
| 109  | 121  | 113  | 79   | 60   | 77   | 93   |

## Экономика
В 2007 году среди 62 человек в трудоспособном возрасте (15—64 лет) 37 были экономически активными, 25 — неактивными (показатель активности — 59,7 %, в 1999 году было 69,6 %). Из 37 активных работали 36 человек (23 мужчины и 13 женщин), безработной была 1 женщина. Среди 25 неактивных 5 человек были учениками или студентами, 10 — пенсионерами, 10 были неактивными по другим причинам.

## Достопримечательности

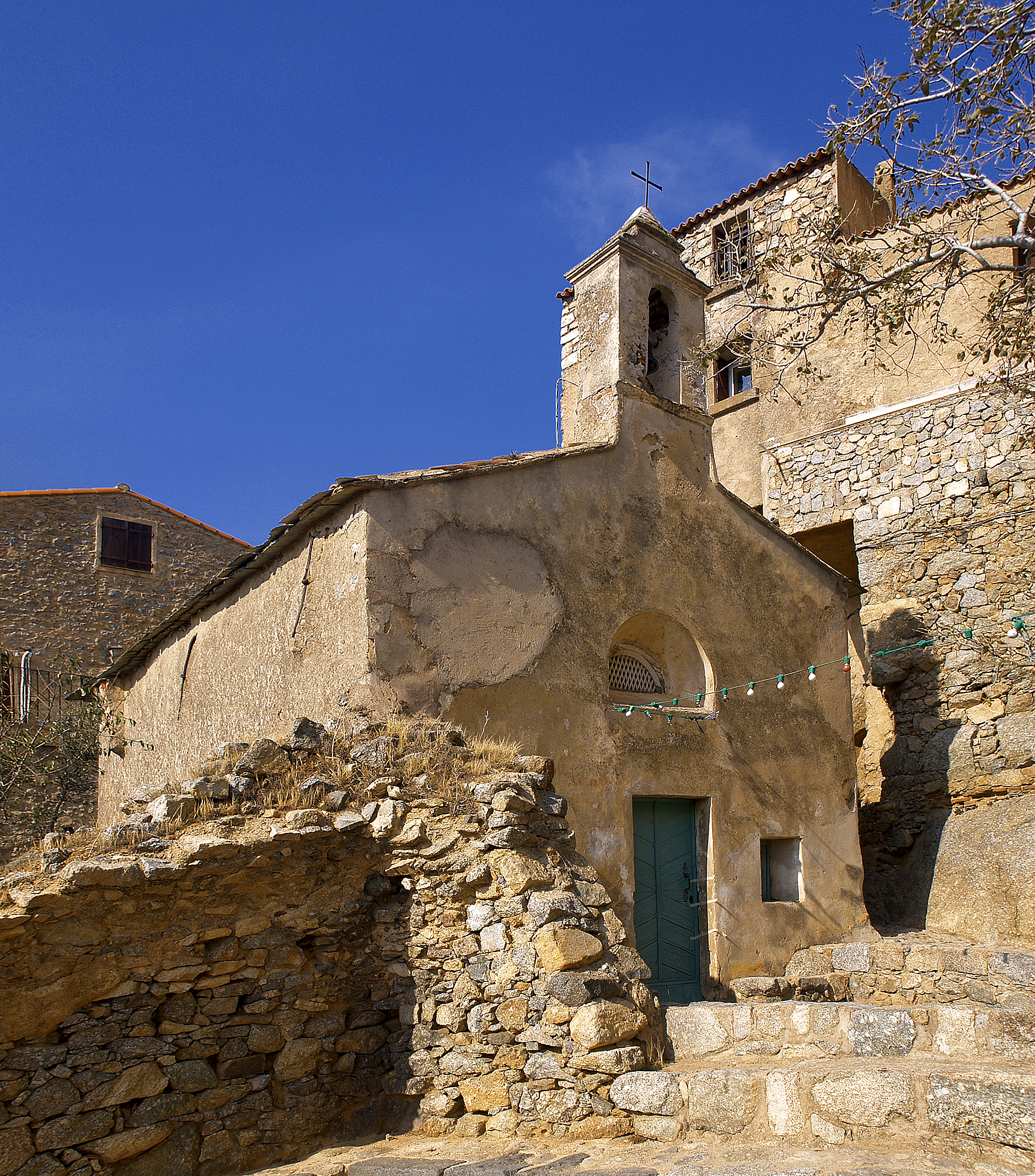
Часовня св. Антония
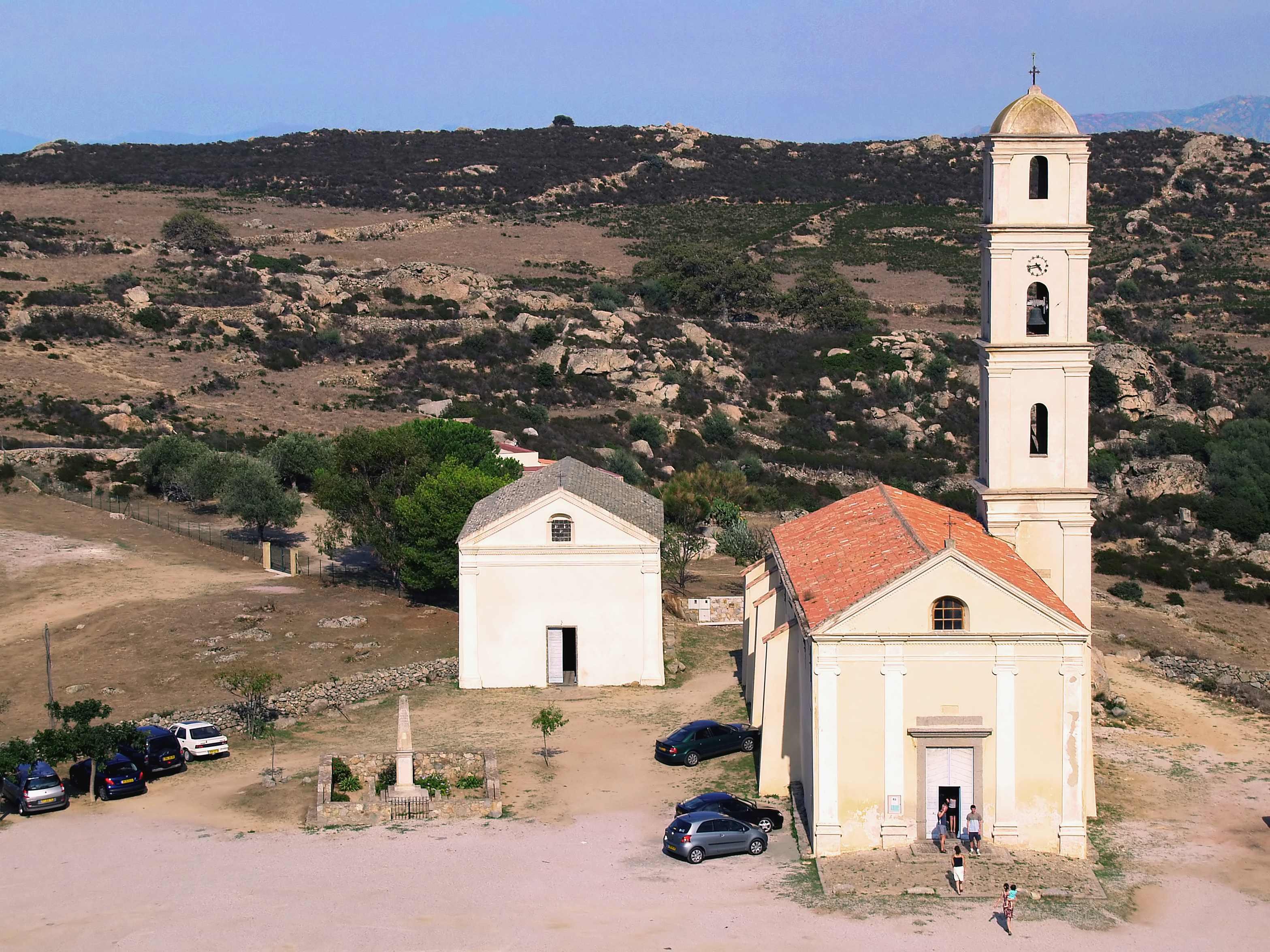
Церковь Благовещения Пресвятой Богородицы
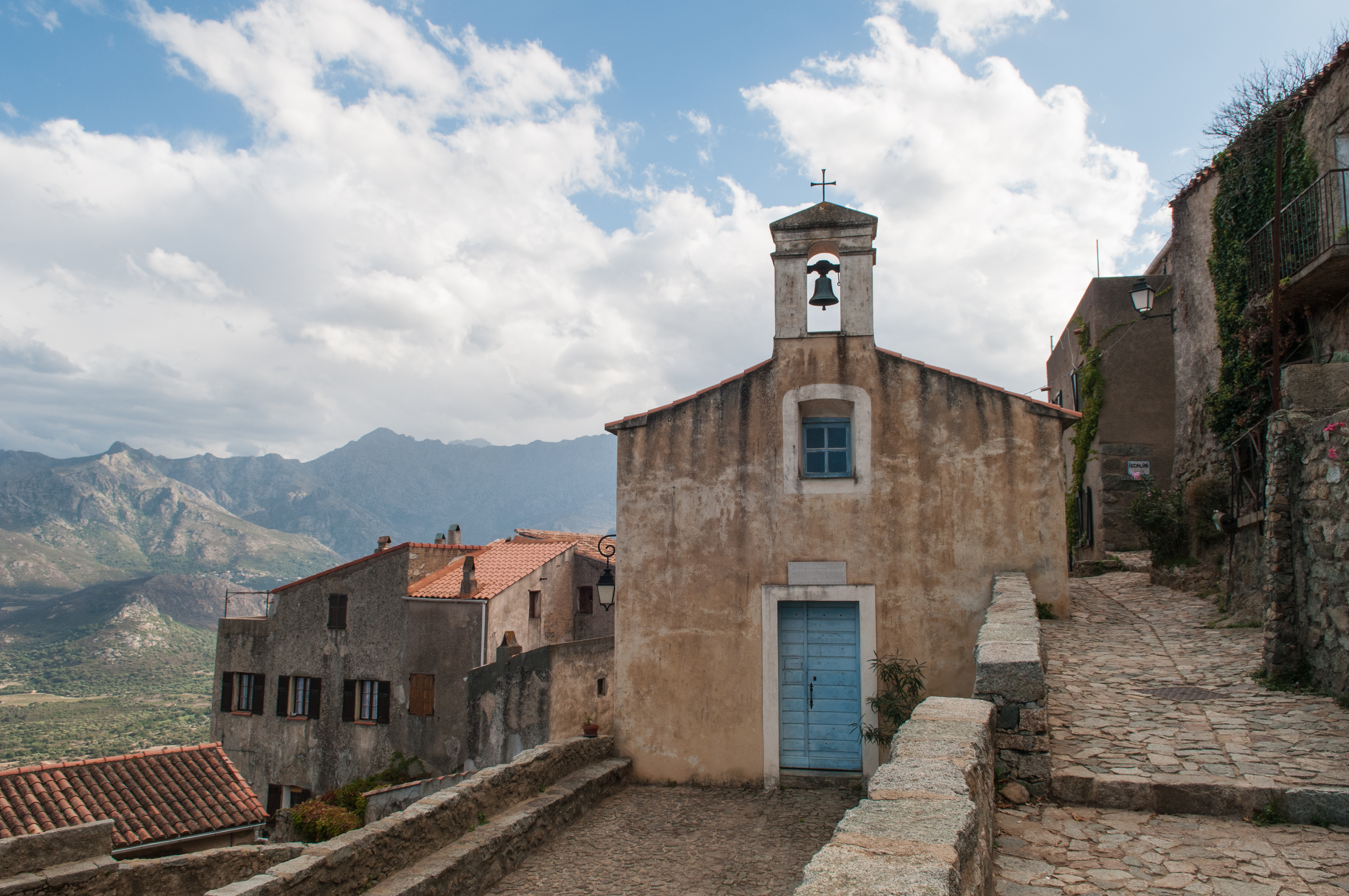
Часовня св. Анны
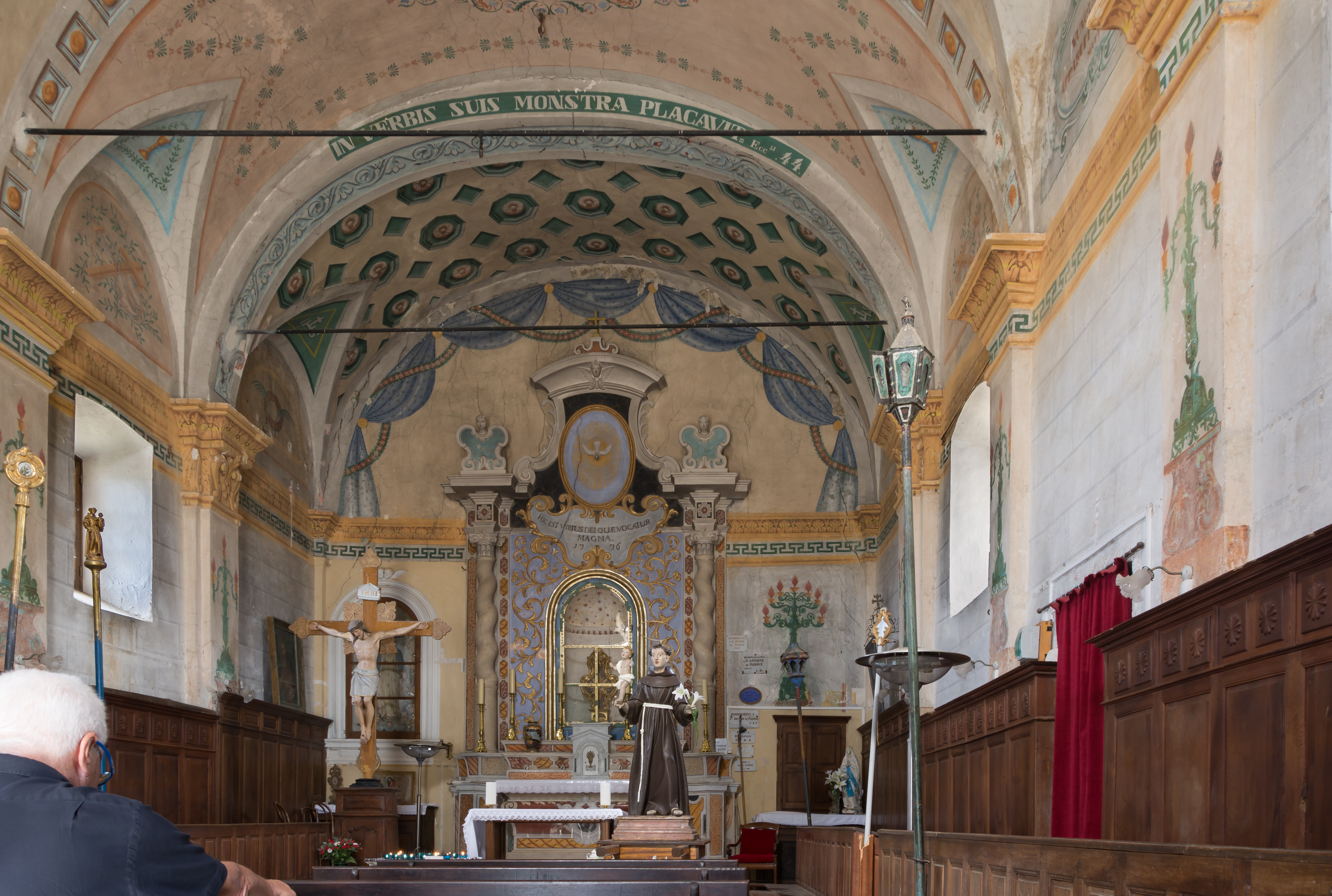
Интерьер часовни братства св. Антония
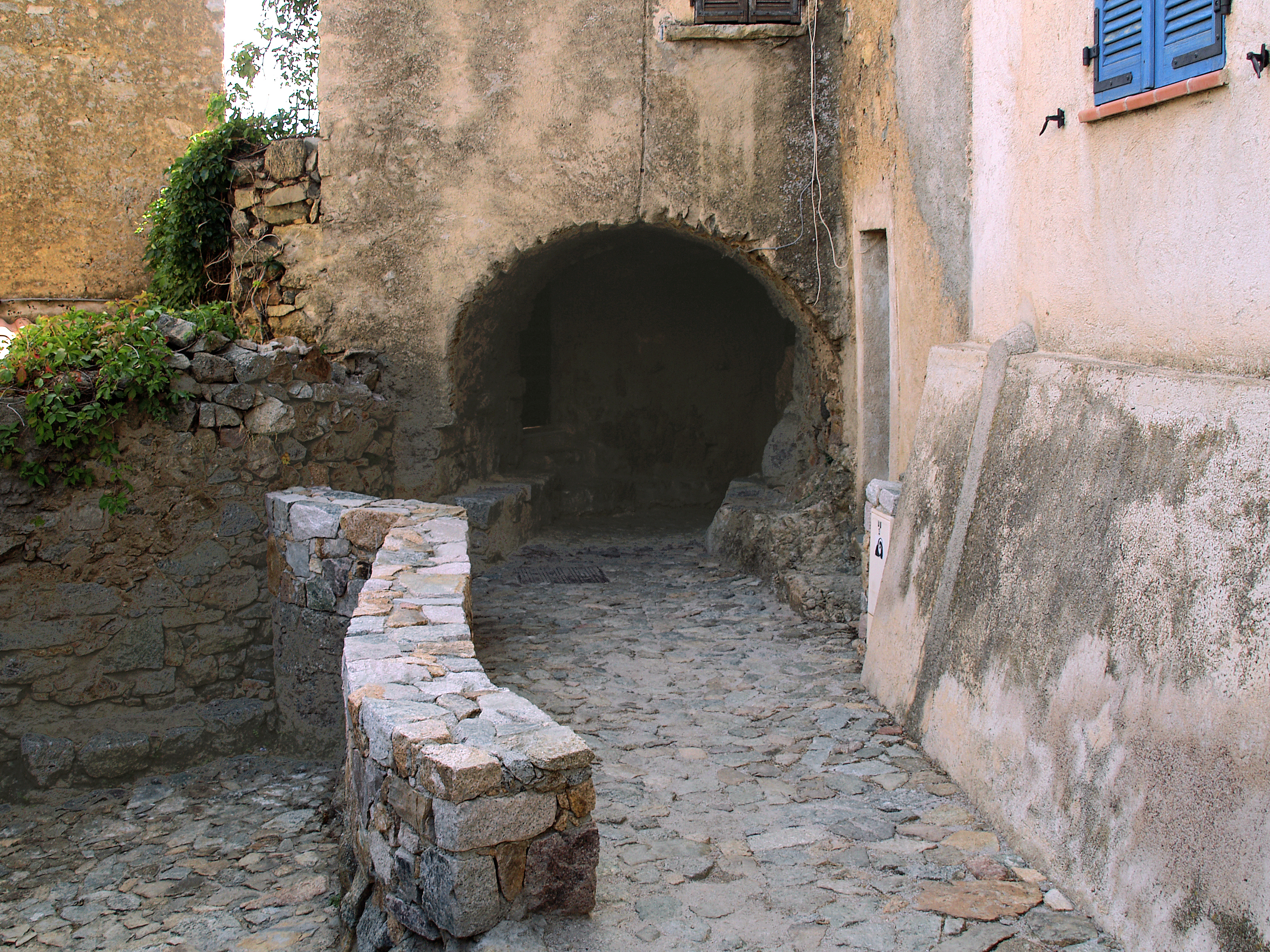
Улочка в Сант-Антонино
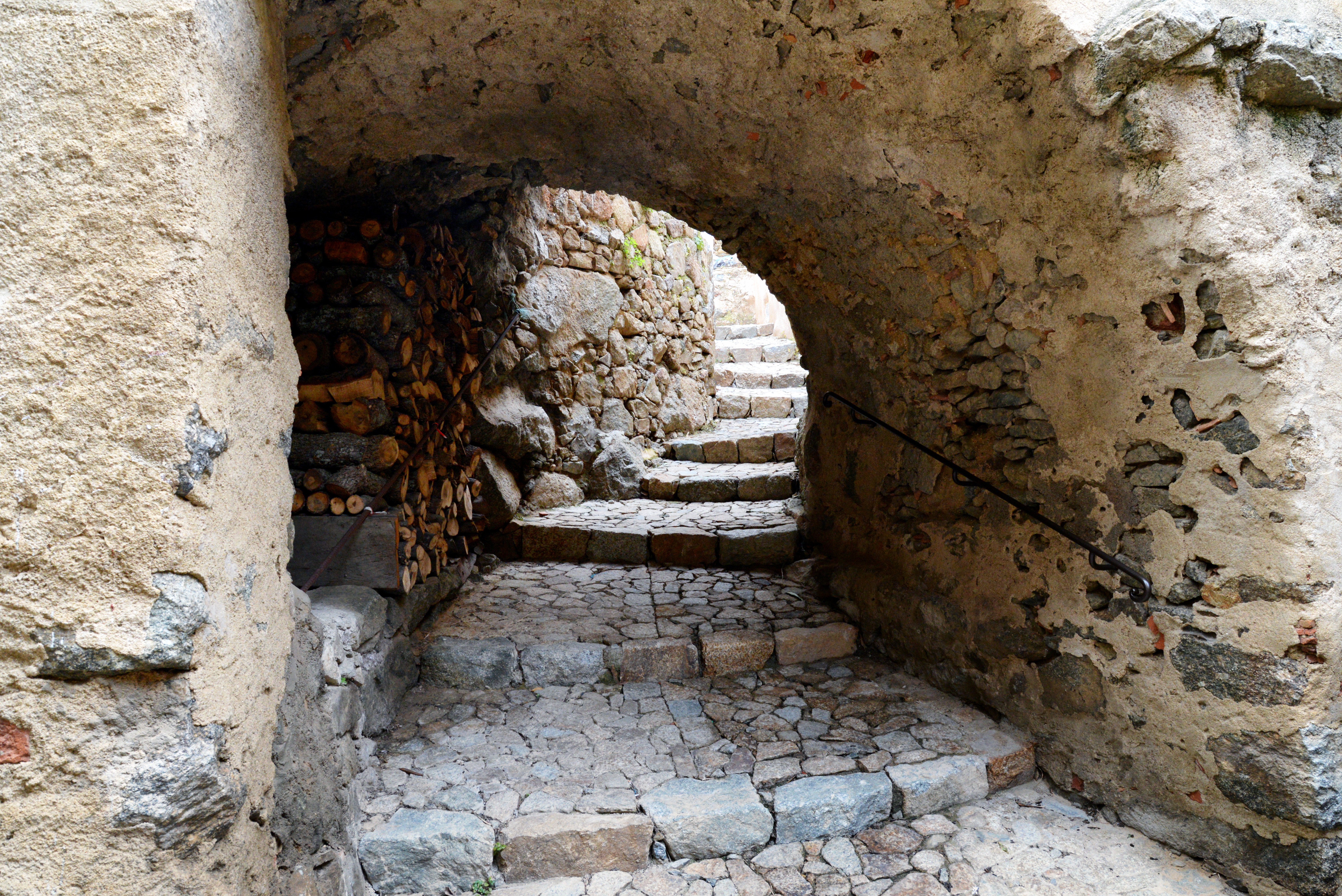
Улочка в Сант-Антонино